# Митчелл, Джош
Джош Митчелл (англ. Josh Mitchell; род. 8 июня 1984, Ньюкасл, Австралия) — австралийский футболист, защитник.

## Карьера
Митчелл родился в Белмонте, Ньюкасл и начал играть с четырехлетнего возраста за футбольный клуб «Суонси Суонс», а в 2002 году был отобран в Австралийскую школу футбола. Профессиональную карьеру начал в сезоне 2002/03 в команде «Сентрал Кост Лайтнинг». Дебютировал против чемпиона Австралии «Перт Глори». В сезоне 2003/04 перешёл в «Ньюкасл Юнайтед Джетс», где стал игроком стартового состава.
Отыграв сезон 2004/05 в «Сентрал Кост Лайтнинг», игрок уехал в Румынию, где присоединился к команде «Университатя». В первом же сезоне за новый клуб выходил в 26 матчах и помог команде вернуться в высшую лигу. 15 апреля 2010 года вместе с одноклубником Майклом Бэрдом вернулся в Австралию, где стал игроком «Перт Глори».
28 июня 2012 года Митчелл подписал двухлетний контракт с клубом «Ньюкасл Юнайтед Джетс».
25 июня 2014 года игрок подписал контракт с клубом Суперлиги Китая «Ляонин Хувин». В сезоне 2016/17 выступал в Премьер лиге Гонконга.

## Достижения
«Университатя» :
- Чемпион второй лиги Румынии : 2005/06